# Al-Badraszajn
Al-Badraszajn – miasto w Egipcie, w muhafazie Giza. W 2006 roku liczyło 63 836 mieszkańców.